# NGC 3846
NGC 3846 ist eine Spiralgalaxie vom Hubble-Typ Sbc im Sternbild Großer Bär am Nordsternhimmel. Sie ist schätzungsweise 437 Millionen Lichtjahre von der Milchstraße entfernt.
Das Objekt wurde am 10. Februar 1831 von dem britischen Astronomen John Herschel entdeckt.